# مرگ یا رفتن خدایان

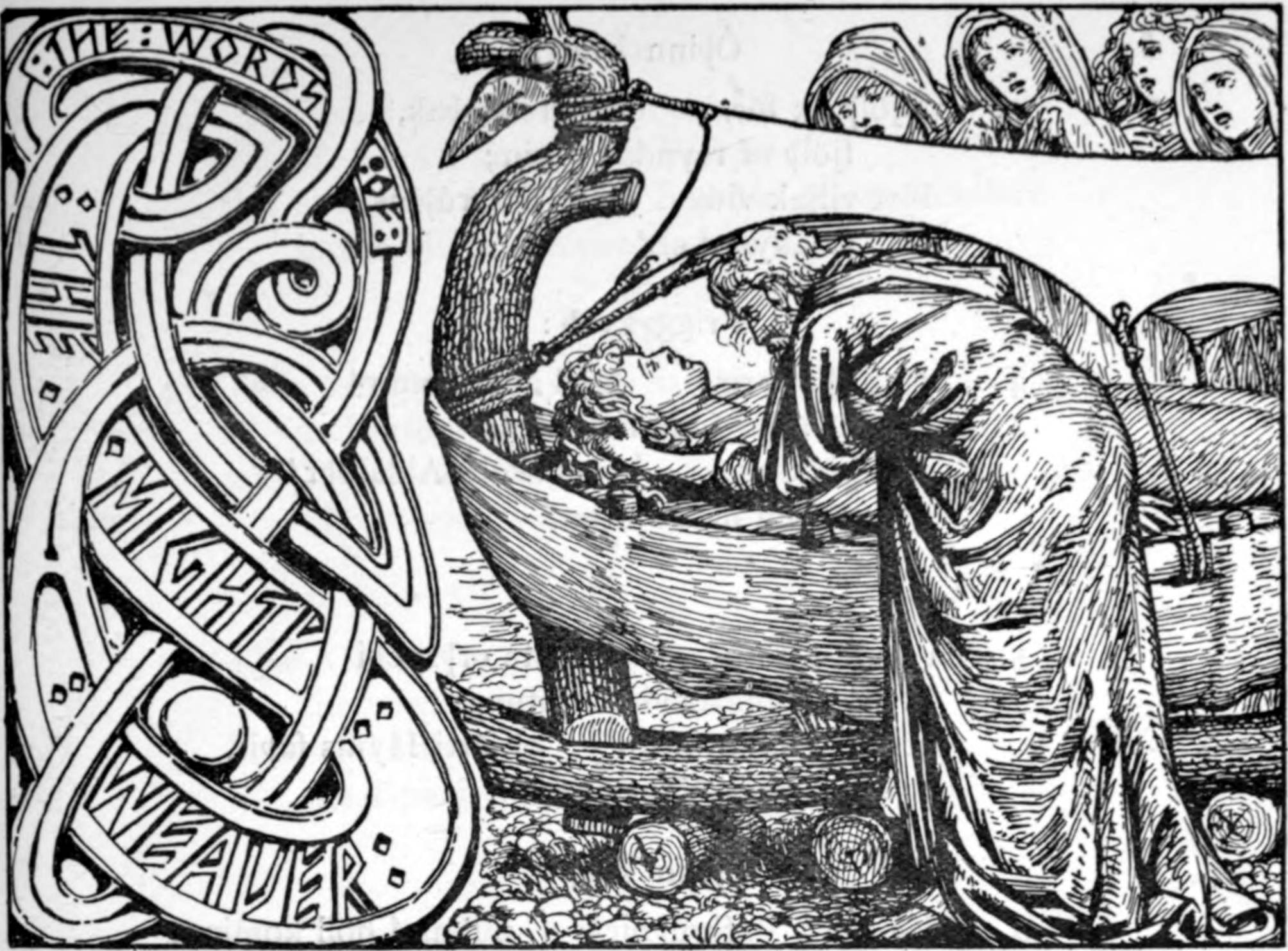
آخرین سخنان اودین به بالدر (۱۹۰۸) توسط W.G. Collingwood (۱۸۵۴-۱۹۳۲)

مرگ یا رفتن خدایان (انگلیسی: Death or departure of the gods)، یک موتیف یا شاخص بن‌مایه ادبیات عامیانه در اسطوره است که در آن یک یا چند خدا (از یک پانتئون) می‌میرند، نابود می‌شوند یا برای همیشه از مکان خود بر روی زمین به جای دیگری می‌روند.